# Teateråret 1893

## Årets uppsättningar

### Januari
- 23 januari - Minna Canths pjäs Sylvi har urpremiär på Svenska teatern i Helsingfors [1].

### Februari
- 18 februari - Anna Wahlenbergs pjäs Lönedörren har urpremiär på Dramaten  i Stockholm [2].

### April
- April - Elin Ameens pjäs En moder har urpremiär på The Independent Theatre i London [3].

### Okänt datum
- Minna Canths pjäs Sylvi har Sverigepremiär i Härnösand [1].

## Födda
- 25 februari - Edvin Adolphson, svensk skådespelare.
- 23 juni - Adolf Jahr, svensk skådespelare.